# Mika Špiljak
Mika Špiljak, hrvaški politik, * 28. november 1916, Sisak † 18. maj 2007, Zagreb. Od 1933 je deloval v delavskem gibanju (delal je kot čevljarski pomočnik), od 1935 kot član Zveze komunističke mladine Jugoslavije (SKOJ) in od 1938 kot član KPJ. 1941 je bil eden od organizatorjev partizanskega gibanja v okolici Siska (Pokuplje). Od 1942 je bil politični komisar 6. banijskega bataljona NOV, ob koncu vojne je bil imenovan za sekretarja PK SKOJ-a za Hrvaško. 
Špiljak je bil po vojni:
- sekretar MK KPH Zagreba (1945-51; 1948-50 tudi zagrebški župan) in član politbiroja CK KPH od 1951
- član IS S SRH; član CK ZKJ od 1952 in IK od 1964
- podpredsednik Sveta Zveze sindikatov Jugosl.(1958-)
- predsednik Izvršnega sveta Sabora SRH (1963-67)
- član Predsedstva (CK) ZKJ (1966-86; 1969-71 tudi Izvršnega biroja?)
- predsednik jugoslovanske zvezne vlade (Zveznega izvršnega sveta - ZIS; 1967-69)
- predednik Zbora narodov Zvezne skupščine (1969-71)
- predsednik Sveta Zveze sindikatov Jugoslavije (1971-82)
- član in predsednik Predsedstva SFRJ (1983-84), kar je postal po smrti glavnega hrvaškega voditelja, Vladimira Bakarića
- predsednik Centralnega komiteja Zveze komunistov Hrvaške (1984-86)

Odlikovan je bil mdr. z redoma narodnega heroja in junaka socialističnega dela.